# Playmobil Interactive
Playmobil Interactive est une marque de Geobra Brandstätter créée en 1993 avec leur premier jeu interactif Laura et le secret du diamant suivi de Alex à la ferme. Playmobil Interactive a sorti depuis Hype: The Time Quest et le dernier jeu À l'abordage!